# Rhodotoxotis
Rhodotoxotis es un género de polillas tortrícidas perteneciente a la tribu Eucosmini, de la subfamilia Olethreutinae, orden Lepidoptera. Fue descrito por Alexey Nikolaievich Diakonoff en 1992.

## Especies
- Rhodotoxotis arciferana (Mabille, 1900)
- Rhodotoxotis heteromorpha Diakonoff, 1992
- Rhodotoxotis phylochrysa Diakonoff, 1992
- Rhodotoxotis plutostola Diakonoff, 1992